# Julia Donlin
Julia Donlin (geb. Scoles; * 14. Juni 1997 in Mooresville, North Carolina) ist eine US-amerikanische Beachvolleyballspielerin.

## Karriere
Im ersten Jahr ihres Studiums an der North Carolina wurde Scoles als ACC-Freshman des Jahres ausgezeichnet, die Sophomore-Saison musste sie aufgrund einer Verletzung frühzeitig beenden, dies brachte ihr jedoch den Status des Medical Redshirt ein. Als Junior an der Hawaiʻi gelangen der Sportlerin 29 Siege bei nur sechs Niederlagen, im folgenden Jahr stoppte COVID-19 die Fortsetzung der erfolgreichen Karriere. Ihr durch die Verletzung in der zweiten Spielzeit ermöglichtes extra Jahr absolvierte Scoles an der Southern Cal und gewann als Partnerin von Sandy Slater gegen Lea Monkhouse / Devon Newberry von den UCLA Bruins die Partie im National Collegiate Athletic Association (NCAA) Finale und damit den dritten Punkt, der den Trojans die nationale Meisterschaft sicherte.
2022 erreichte die aus North Carolina stammenden Athletin mit Geena Urango fünf Mal das Podest bei AVP-Veranstaltungen. Neben dem Sieg in Atlanta gab es noch zweite Plätze in Muskegon und Fort Lauderdale sowie dritte Ränge in Denver und Hermosa Beach. In der gleichen Saison spielte Scoles mit Katie Horton bei der FIVB Tour und wurde Dritte sowie Vierte bei Challenge Turnieren in Dubai. Von November 2022 bis August 2024 startete Scoles an der Seite von Betsi Flint. Die beiden erreichten beim Elite16 im australischen Torquay den zweiten Platz und gewannen im folgenden Monat das NORCECA Beach Tour Finale. Bei der World Pro Tour 2023 hatten die beiden Amerikanerinnen zahlreiche Top-Ten-Platzierungen, darunter Platz zwei beim Elite16-Turnier in Montréal.
Seit 2025 bilden Donlin wie Scoles inzwischen heißt und Lexy Denaburg ein Beachduo. Nach einem neunten Platz bei der World Beach Pro Tour in Yucatán verbesserten sie sich beim Challenge in Xiamen auf den geteilten fünften Platz. Ihr bis zu diesem Zeitpunkt wertvollstes gemeinsames Ergebnis bei der Weltserie erkämpften sie jedoch im Juni bei der gleichartigen Veranstaltung im polnischen Stare Jabłonki, als sie nach dem dritten Rang im Pool nacheinander die Japanerinnen Shiba / Murakami, die Deutschen Paul / Kunst und die Australierinnen Clancy / Milutinovic eliminierten und erst im Halbfinale an den Ukrainerinnen Maryna Hladun und Tetjana Lasarenko sowie im Spiel um Bronze an den Französinnen Clémence Vieira / Aline Chamereau scheiterten.

## Auszeichnungen
- 2021 - AVCA All-America Second Team
- 2022 - AVP Rookie of the Year
- 2023 - AVP Most Improved Player

## Privates
Mutter Ginny spielte Feld- und Eishockey. Der ältere Bruder von Julia heißt Cooper. Scoles heiratete am 20. Juli 2024 Drew Donlin und nahm dessen Nachnamen an.